# Mammuthus lamarmorai
Il mammut nano sardo (Mammuthus lamarmorai) è un piccolo proboscidato vissuto in Sardegna e probabilmente anche in Corsica durante il Pleistocene. Prende il nome dal generale e naturalista piemontese Alberto La Marmora.

## Descrizione
In vita non doveva superare i 150 cm al garrese, dal momento che l'omero era lungo circa 45 centimetri; dal raffronto con altri proboscidati insulari è stato possibile ipotizzarne l'altezza. La morfologia delle ossa del carpo e del tarso è simile a quella del mammut delle steppe (Mammuthus trogontherii) più che a quella dell'elefante delle foreste (Palaeoloxodon antiquus), anche se la forma delle articolazioni può cambiare molto durante l'adattamento a differenti ambienti. I molari del mammut nano sardo erano relativamente piccoli, con uno spesso strato di smalto e con una frequenza lamellare ridotta, così come riscontrato in altri proboscidati insulari. Nonostante questi adattamenti, il grado di ipsodontia e le caratteristiche dello smalto e delle lamelle sono più simili a quelle dei mammut che a quelle degli elefanti.

## Scoperta e classificazione
È specie endemica, probabilmente discendente dall'antenato continentale Mammuthus trogontherii. A differenza degli elefanti nani presenti nelle altre isole del Mediterraneo, considerati paleoloxodontini e imparentati con Palaeoloxodon falconeri, Palaeoloxodon cypriotes ed Elephas chaniensis, il mammut sardo, oltre ad essere l'unico mammut endemico d'Italia, è stato ritrovato sin dal XIX secolo in diverse zone dell'Isola di Sardegna. Resti fossili furono rinvenuti ad Alghero (Tramariglio), Gonnesa (CI) (Funtana Morimenta), Sinis (OR) (Capo San Marco). Purtroppo i resti fossili di questo animale sono piuttosto frammentari, infatti oltre a sporadici ritrovamenti di denti isolati, l'unico esemplare di cui possediamo parte dello scheletro è quello ritrovato presso Gonnesa alla fine del 1800, durante i lavori di costruzione della ferrovia. Di esso sono stati recuperati alcuni frammenti degli arti, del bacino, alcune vertebre, costole e la mandibola. Parte dei resti è andata dispersa, altri sono finiti in musei esteri ed altri ancora in musei italiani. I calchi di buona parte delle ossa ritrovate a Gonnesa sono oggi esposti nel Museo PAS (PaleoAmbienti Sulcitani) di Carbonia. Nel 2016, nei pressi di Alghero, c'è stato un nuovo ritrovamento di resti fossili.
La prima descrizione fu pubblicata nel 1883 da Charles Immanuel Forsyth Major, che utilizzò il nome Elephas lamarmoeae. Egli vide un chiaro collegamento con il mammut meridionale (Mammuthus meridionalis), che a sua volta veniva classificato come Elephas meridionalis. I resti considerati erano quelli trovati a Funtana Morimenta, e che attualmente sono conservati al Museo di scienze naturali di Basilea, dove lavorava Major. In seguito a nuovi ritrovamenti di denti nel ventesimo secolo, divenne chiara l'appartenenza al genere Mammuthus. Nel 1999, in accordo con il codice internazionale di nomenclatura zoologica, l'epiteto specifico venne cambiato in lamarmorai.